# Marianne Maans
Karin Marianne Maans, född 19 maj 1965, är en finländsk folkmusiker och pedagog. Hon är uppvuxen i Esse i Österbotten och har sina musikaliska rötter i den österbottniska fioltraditionen. Den folkliga sången är också en viktig del av det musikaliska uttrycket och hon kombinerar ofta sång och fiolspel. Maans spelar också oktavfiol, och har spelat stråkharpa och esseharpa (1600-tals modell av nyckelharpa som hittats i Esse). Hon arbetar både med finlandssvensk och finsk folkmusik. 
Maans lärde sig spela fiol i en spelmansgrupp för barn i Esse och blev själv senare ledare för gruppen som 1984 tog namnet Esselåtar. Hon gick ett år på Malungs folkhögskola i Dalarna och har studerat till musikmagister vid Sibelius-akademins folkmusiklinje.
Marianne Maans verkar som pedagog, musiker och arrangör. Hon ger konserter både solo och i olika ensembler, engagerar sig i olika tvärkonstnärliga projekt, spelar in och medverkar på skivor och ger ut litteratur. Hon har erhållit flera konstnärs- och arbetsstipendier.

## Diskografi
- Det är mänskligt att fela (Esselåtar, 1988)[6]
- Pirnales (Pirnales, 1989)
- Katrilli (Pirnales m.fl., 1991)
- Aqua (Pirnales,1992)
- Parasta ennen - Bäst före - Best Before (Pirnales, 1994)
- Det kom ett folk från skären – Visor från Kökar (musikkassett, 1995)[7]
- Finnish Folk Song Through the Ages (med Folk voices m.fl.1999)
- I Ramunders fotspår (med Maria Kalaniemi och Olli Varis, 2000)[8]
- Liv och längtan – Finlandssvenska visor (Chorus Sanctæ Ceciliæ, 2001)
- Leve psalmen! (2003)
- Marianne Maans (2004)[9]
- Nikodemus  (Jouhiorkesteri, 2008)[10]
- Lirarna (Promo CD, 2010)
- Duets (med Lauri Antila, 2010)
- Corpus (2011)
- Släpp in publiken (FoLKRÖRELSEN, 2013)[11]; vann Vegapriset Årets album.
- Under bar himmel – Taivasalla (med Maria Kalaniemi och Ape Anttila, 2014)
- I himmelen, med Katarina Kvarnström och Gnistra (2014)[12]